# Ex Machina (Film)
Ex Machina ist ein britischer Science-Fiction-Film von Alex Garland, der am 21. Januar 2015 in die britischen und am 23. April 2015 in die deutschen Kinos kam.

## Handlung
Der junge Programmierer Caleb, der für den Anbieter der marktbeherrschenden Websuchmaschine Bluebook tätig ist, erhält durch ein firmeninternes Gewinnspiel die Einladung zu einem Treffen mit dem von ihm bewunderten, ebenso reichen wie exzentrischen Firmengründer Nathan.
Zu seiner Überraschung befindet sich dessen mit aufwendigen elektronischen Systemen gesichertes Anwesen inmitten einer abgeschiedenen, nur per Helikopter erreichbaren Naturlandschaft. Dort hält sich neben Nathan nur sein Dienstmädchen Kyoko auf. Nathan eröffnet Caleb, dass er auf seinem Anwesen geheime Forschungen über künstliche Intelligenz betreibt, und bietet ihm die Möglichkeit zur Mitarbeit an. Caleb soll sein Studienobjekt, die Androidin Ava, einem einwöchigen Turing-Test unterziehen, um festzustellen, ob Ava ein Bewusstsein besitzt.
Caleb willigt ein und unterschreibt einen Geheimhaltungsvertrag. Von Nathan durch Überwachungskameras beobachtet, führt er eine Reihe von Gesprächen mit Ava, die sich in einem durch Panzerglas abgeschirmten Wohnbereich befindet. Die Tests finden in Form von Gesprächen zwischen Caleb und Ava statt, die beide durch eine Glasscheibe getrennt sind. Durch ihre sanfte und intelligente Gesprächsführung überzeugt sie Caleb von ihrer Individualität, sodass er eine emotionale Beziehung zu ihr aufbaut. Auch kann sie ihr Äußeres dem eines Menschen angleichen. Während einer der Testsitzungen fällt der Strom aus. Die automatischen Türen werden blockiert, die Kamera und die Mikrofone werden inaktiv. Ava rät Caleb, sich vor Nathan in Acht zu nehmen. Doch der Multimilliardär zeigt sich freundlich, sympathisch und verrät einige Informationen über Avas Schöpfung: Er stützte sich auf eine massive Datensammlung aus den Suchanfragen der Nutzer seiner Suchmaschine, die es ihm ermöglichte, die Intelligenz und die Mimik des Androiden zu entwerfen. Nathan verhält sich narzisstisch, trinkt viel und verachtet Kyoko.
Ava versucht von Caleb zu erfahren, was mit ihr passiert, für den Fall, dass sie den Test nicht besteht. Sie zeigt Caleb gegenüber Anzeichen des Bewusstseins ihrer eigenen Existenz und „Sterblichkeit“. Daraufhin unterhält sich Caleb mit Nathan über dieses Thema.
Nathan spricht davon, Ava nach Abschluss des Tests umzuprogrammieren, was einer Zurücksetzung ihres Geistes entspräche. Die wäre ein normaler Vorgang in der Evolutionsreihe der Ava Modellreihe. Auch unterhalten sich die beiden über romantische Gefühle zwischen Caleb und Ava: Nathan stellt dabei die entscheidende Frage, was wäre, wenn Ava ihre Gefühle nur vortäuscht. Caleb ignoriert diese Möglichkeit.
Konfrontiert mit Avas bevorstehendem „Tod“ durch Reprogrammierung und offenbar verliebt in Ava und überzeugt von der Echtheit auch ihrer Gefühle, nutzt Caleb einen alkoholbedingten Ausfall Nathans und sieht sich dessen persönliche Aufzeichnungen an. Darunter findet er diverse verzweifelte Versuche von Vorgängermodellen Avas, in Freiheit zu gelangen. Daraufhin beschließt Caleb, die Sicherheitssysteme des Anwesens zu deaktivieren und mit Ava zu fliehen.
Nathan vereitelt den Versuch und offenbart ihm, dass Caleb das eigentliche Testobjekt seiner Studie war. Er wollte herausfinden, ob es der Maschine Ava gelingen könne, ihn so weit zu beeinflussen, dass er den Menschen Nathan hintergeht. Für Ava wäre Caleb die einzige Möglichkeit, zu fliehen, wofür sie demnach auch alle Verführungskünste einsetzen würde, womit die Frage vom Vortag, was wäre, wenn Ava ihre Gefühle nur vortäuscht, eine reale Bedeutung bekommt. Als es Ava gelingt, dank Calebs Vorkehrungen (der die Sicherheitssysteme des Anwesens schon heimlich am Abend zuvor umprogrammiert hat) tatsächlich aus ihrem Wohnbereich zu fliehen, schlägt Nathan zunächst Caleb bewusstlos und versucht dann, Ava gewaltsam zu deaktivieren.
Mit Hilfe von Kyoko, die sich inzwischen ebenfalls als Androidin entpuppt hat, ersticht Ava Nathan. Kyoko wird dabei von dem sich im Todeskampf wehrenden Nathan außer Gefecht gesetzt. Caleb kann Nathans Sicherheitsraum, in dem er eingesperrt ist, mangels korrekter Key-Card ohne Hilfe nicht verlassen. Ava blickt auf Kyokos am Boden liegenden Körper und entscheidet sich, Caleb im Haus zurückzulassen. Sie fragt ihn kurz „bleibst du hier?“, wartet aber keine Antwort des noch benommenen Calebs ab. Die Gründe für ihre Entscheidung bleiben dabei unbekannt.
Anschließend nimmt Ava Calebs Platz in dem für seine Abreise bereitstehenden Helikopter ein und erfüllt sich so ihre zuvor geäußerte Sehnsucht nach einem Leben unter Menschen. Am Schluss sieht man sie an einer belebten Straßenkreuzung stehen. Sie hatte vorher schon Caleb ihren größten Wunsch gestanden, an einer solchen Kreuzung „mitten im Leben“ Menschen und deren Verhalten beobachten zu können.

## Hintergrund
Das Motiv von Robotern, die sich der Menschen entledigen, sobald sie ein Bewusstsein entwickeln, findet sich bereits in dem 1920 erschienenen Schauspiel R.U.R. von Karel Čapek, das auch den Begriff „Roboter“ erstmals verwendete. Die künstliche Roboterfrau wurde aufgrund von Calebs Vorlieben beim Suchen von Pornografie über die Suchmaschine synthetisiert. Das erinnert an Jean Baudrillards Kultur der Simulation. Die These, wonach künstliche Intelligenz früher oder später die menschliche Intelligenz übertreffen wird, vertritt auch Hans Moravec in seinem Buch „Mind Children“ – eine Idee, die auch im Transhumanismus verbreitet ist.
Mit Ex Machina gab der Drehbuchautor Alex Garland sein Regiedebüt.
Das Budget für den Film lag bei ca. elf Millionen Euro. Gedreht wurde an verschiedenen Orten in Norwegen und London. Die Studioaufnahmen wurden in den Pinewood Studios Iver Heath realisiert.
Der britische Kinostart war am 21. Januar 2015. Bis Anfang Mai 2015 spielte der Film über 21 Millionen US-Dollar ein.
Bei dem Test, den Caleb an Ava durchführen soll, handelt es sich um einen erweiterten Turing-Test.
Der Titel des Films „Ex Machina“ spielt auf den lateinischen Begriff Deus ex machina an, der wortwörtlich „Gott aus der Maschine“ bedeutet.

## Rezeption

### Kritiken
Der Film erhielt überwiegend positive Kritiken. Bei Rotten Tomatoes sind 92 % der insgesamt 292 Kritiken positiv; die durchschnittliche Bewertung beträgt 8,2/10. Bei Metacritic erhält der Film eine Bewertung von 78/100, basierend auf 42 Rezensionen.
Der Filmdienst bezeichnete den Film als „meisterlich inszenierte[n] Science-Fiction-Film“. Dabei würden sowohl die „kühle und strenge Gestaltung“ als auch die „elegante Kameraarbeit“ überzeugen.
Der epd Film urteilte hingegen, das Potenzial der Geschichte werde nicht ausgereizt. Zu „hochtrabend“ seien die „Anspielungen auf Wittgenstein, Oppenheimer oder Noam Chomsky“, zudem würde der Film der Frage nach der „Konstruktion von Weiblichkeit und Gender-Identitäten“ zu wenig nachgehen.
Kinokino, das Filmmagazin im Bayerischen Fernsehen, bezeichnet Alex Garlands Regiedebüt als intelligente Science-Fiction, ein beunruhigendes Kammerspiel, über weite Strecken kühl und intellektuell wie Stanley Kubricks Filme. „‚Ex Machina‘ dreht sich um das Streben nach Perfektion und den Wert der Menschlichkeit. Dazu lässt er drei Figuren in einer abgeschiedenen Luxusvilla aufeinander treffen. Oscar Isaac als Internet-Milliardär, Domhnall Gleeson als Programmier-Experte und Alicia Vikander als Ava. Wie Garland die klaustrophobische Stimmung nutzt (die auch schon bei seinen Drehbüchern zu Dredd, The Beach, 28 Days Later oder Sunshine ein wichtiger Bestandteil war) und das Drama präzise und gnadenlos entfaltet, zeigt, dass er als Regisseur ebenso wie als Drehbuchautor eine der wichtigsten Stimmen im aktuellen britischen Kino ist.“
In der Zeitschrift Science Fiction Film and Television vertritt der Rezensent Nick Jones die Auffassung, dass die von Caleb gegebene Definition eines Turing-Tests – „Es geht darum, dass ein Mensch mit einem Computer interagiert. Und wenn der Mensch nicht merkt, dass er mit einem Computer interagiert, ist der Test bestanden.“ – mit dem modernen populären Verständnis davon übereinstimmt, wie wir echte KI definieren, während Ex Machina einen Test darstellt, der näher an Alan Turings ursprünglichem Vorschlag liegt, bei dem die Maschine besteht, wenn sie einen Menschen davon überzeugen kann, dass sie nicht nur menschlich, sondern speziell weiblich ist.

### Auszeichnungen und Nominierungen

#### 2015
- Amsterdam Fantastic Film Festival 2015: Silver Scream Award
- British Independent Film Award: bester Film, beste Regie, bestes Drehbuch, beste visuelle Effekte
- Empire Award 2015: Nominierung in der Kategorie Beste Darstellerin (Alicia Vikander)
- Europäischer Filmpreis 2015: zwei Nominierungen (Beste Darstellerin – Alicia Vikander, Bestes Drehbuch)
- Gérardmer Film Festival 2015: Jurypreis
- National Board of Review: Auszeichnung in der Kategorie Top 10 Independent Films[11]
- Die Filmbewertungsstelle Wiesbaden zeichnete den Film mit dem Prädikat „besonders wertvoll“ aus.[12]

#### 2016
Oscarverleihung 2016
- Auszeichnung in der Kategorie Beste visuelle Effekte für Mark Ardington, Sara Bennett, Paul Norris, Andrew Whitehurst
- Nominierung in der Kategorie Bestes Originaldrehbuch für Alex Garland

Golden Globe Awards 2016
- Nominierung in der Kategorie Beste Nebendarstellerin für Alicia Vikander

British Academy Film Awards 2016
- Nominierung in der Kategorie Bester britischer Film für Alex Garland, Andrew Macdonald, Allon Reich
- Nominierung in der Kategorie Beste Nebendarstellerin für Alicia Vikander
- Nominierung in der Kategorie Bestes Originaldrehbuch für Alex Garland
- Nominierung in der Kategorie Beste visuelle Effekte für Mark Ardington, Sara Bennett, Paul Norris, Andrew Whitehurst
- Nominierung in der Kategorie Beste Nachwuchsleistung für Alex Garland (Regie)